# Villa Commedia
Villa Commedia era uma villa romana de propriedade de Plínio, o Jovem, estava em Lierna, na margem do Lago Como no norte da Itália. Plínio tinha várias moradias no Lago de Como, mas escreveu para seu amigo Voconius Romanus que Villa Commedia e Villa Tragedia eram seus dois favoritos. Em italiano, "comedia" significa "comédia" e "tragédia" significa "tragédia". Ambas as moradias estão agora destruídas.
Em sua carta a Voconius Romanus Pliny escreveu que Villa Tragedia estava em uma colina atrás do lago, mas que Villa Commedia estava bem na beira da água. As pessoas pensam que Villa Tragedia estava em Bellagio, uma pequena cidade no Lago Como. Ninguém sabe com certeza onde Villa Commedia estava. O historiador Paolo Giovio (1483-1552) pensou que no século XVI Villa Comedia estava sob a água do Lago de Como. Mas em 1876 um chão mosaico romano e muitas moedas romanas foram encontradas em Lierna, outra pequena cidade no Lago Como. Muitas pessoas agora pensam que o mosaico era parte da Villa Commedia. Élisée Reclus também identificou a Villa Commedia, localizada em Lierna, uma antiga vila italiana no Lago de Como, originalmente usada como uma pausa de inverno para as legiões romanas e, em seguida, por sua beleza se tornou um lugar para os nobres da Roma antiga.
Plínio escreveu sobre outra de suas moradias no lago Como para seu amigo Caninius Rufus.
Plínio herdou uma vasta herança herdada de sua mãe no Lago de Como (praedia materna), do qual ele se tornou o dono apenas chegou na maioria da maioria, e para quem ele gostava muito. Plínio também herdou seu pai e depois vários de seus amigos e admiradores, como lemos em suas cartas.
No Lago de Como, lembramos as suas duas Villas "Tragoedia", com seus altos horizontes, e "Comoedia", em frente a uma praia, num canto encantador.
A Villa Commedia di Plinio foi identificada em Lierna por Don Santo Monti, como foi identificado em Lierna por Sigismondo Boldoni.